# La exhibición de atrocidades
La exhibición de atrocidades es una colección de relatos de J. G. Ballard, a veces considerada una novela experimental, aunque los textos que la componen fueron en su mayoría publicados de manera independiente. Formada por "micronovelas" o "novelas condensadas" que en conjunto exponen las diferentes formas de violencia irracional del mundo moderno, la tecnificación de las relaciones humanas y las diferentes formas de terror post nuclear.
En el año 1991 obtuvo el premio Readercon. Fue llevada al cine en el año 2000 por el director Jonathan Weiss.
En el año 2001 se reeditó la obra (en inglés) con cada uno de los capítulos comentados por el autor.
La banda inglesa Joy Division, influenciada por J.G. Ballard, publicó en 1980 el álbum Closer, el cual comienza con una canción titulada Atrocity Exhibition.

## Estructura de la obra
- La exhibición de Atrocidades
- La Universidad de la muerte
- El arma del asesinato
- Tú: Coma: Marilyn Monroe
- Notas para un colapso mental
- El Gran Desnudo Americano
- Los Caníbales del verano
- Tolerancias del rostro humano
- Tú y Yo y el Continuo
- Plan para el asesinato de Jacqueline Kennedy
- Amor y Napalm: Export U.S.A.
- Crash
- Las Generaciones de América
- Por qué quiero joder a Ronald Reagan
- El asesinato de John Fitzgerald Kennedy Considerado como una carrera de Automóviles cuesta abajo